# QF 2-Pfünder-Marinegeschütz
Die QF 2-Pfünder (Quick Firing) war ein leichtes 40-mm-Flugabwehrgeschütz der britischen Marine. Es wurde 1929 in der Ausführung Mark VIII zunächst als Achtfach-Lafette (ab 1935 auch vierfach, später auch in Einzelaufstellung) eingeführt und während des gesamten Zweiten Weltkrieges und danach in der britischen Marine eingesetzt. Wegen der typischen, zeitlich versetzten Schussfolge der einzelnen Rohre wurde das Geschütz von den Soldaten auch „Pom-Pom“ genannt.

## Geschichte

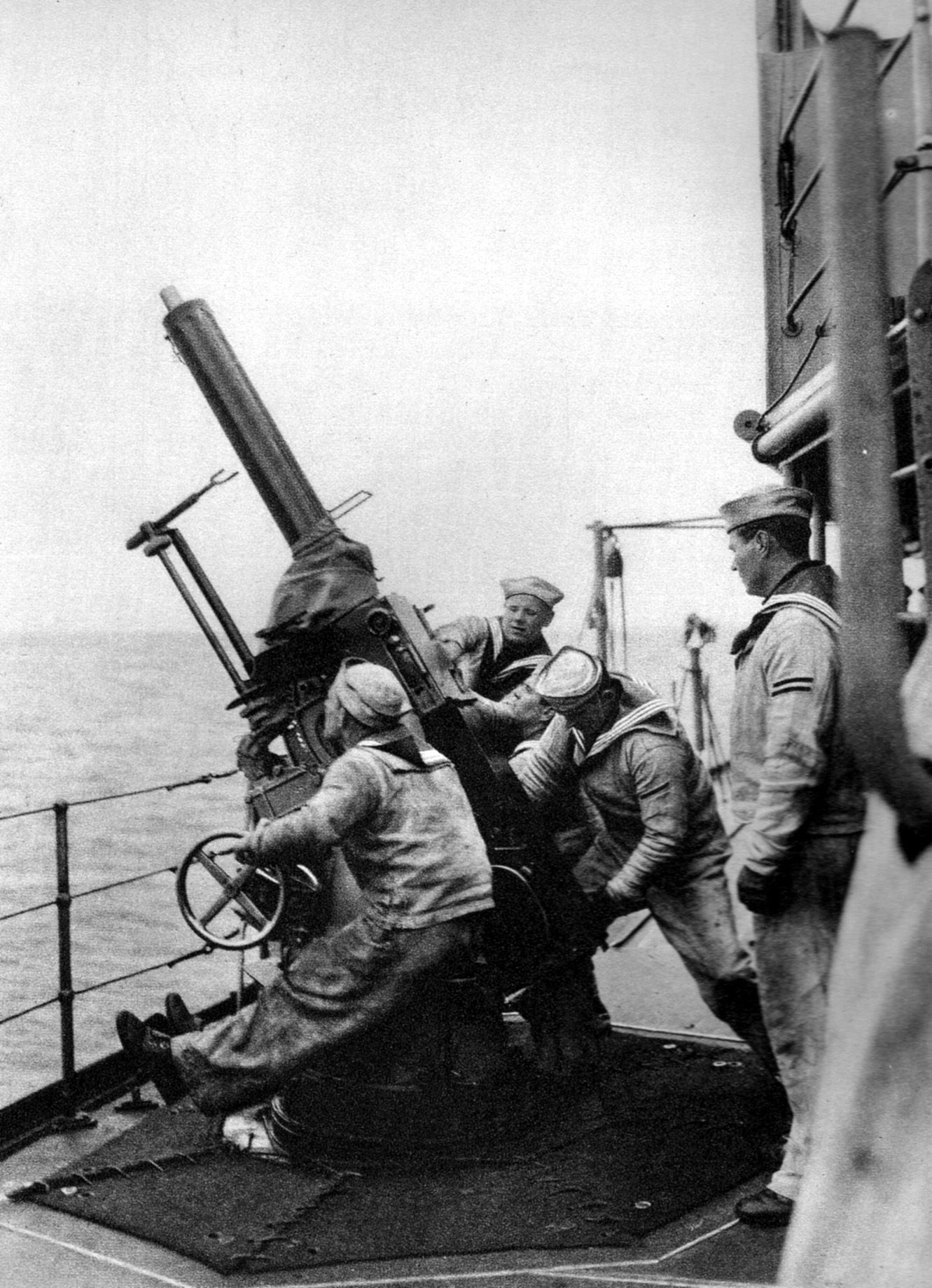
Vickers 2-Pfünder Mark II auf dem polnischen Zerstörer Wicher

Die Ursprünge des Geschützes gehen auf die Zeit des Ersten Weltkriegs zurück, wo bereits 1915 eine erste Version als Mark II entwickelt und eingeführt wurde.
Man hatte bei Versuchen erkannt, wie gefährlich Kampfflugzeuge Schiffen werden konnten, zumal auch der Flugzeugträger als modernes Kampfmittel immer mehr an Bedeutung gewann. Es war also zwingend notwendig, die Luftabwehrbewaffnung der Schiffe zu verstärken. Während zur Abwehr hochfliegender Bomber das 102-mm-Geschütz in Verbindung mit dem HACS-Feuerleitsystem vorgesehen war, wurden zur Abwehr von Torpedobombern mehrrohrige Maschinenkanonen vorgesehen. Dazu sollte auf der Basis des aus dem Ersten Weltkrieg stammenden 2-Pfünder-Mark-II-Geschützes von Vickers eine achtrohrige Lafette entwickelt werden. Damit wollte man auch die in großen Mengen vorhandenen Vorräte an 2-Pfündermunition nutzen. Vorläufer dieses Geschützes war wiederum das in den 1890er-Jahren entwickelte Maxim-Nordenfelt-1-Pfünder-Schnellfeuergeschütz (37-mm-„Pom-Pom“), dessen Pläne 1897 von Vickers erworben wurden.
Vickers und Armstrong-Whitworth begannen Anfang der 1920er-Jahre mit der Entwicklung. Vickers konnte den Konkurrenten aus dem Feld schlagen und präsentierte 1923 eine Attrappe des Geschützes. Mangels Finanzierung verzögerten sich erste Tests bis 1927 (im selben Jahr fusionierte Vickers mit Armstrong-Whitworth), und erst Ende 1930 konnte das erste seriengefertigte Geschütz auf der Valiant installiert werden. Nach und nach wurde das Geschütz auf allen Schlachtschiffen, Schlachtkreuzern und Schweren Kreuzern eingeführt. Später wurde für Leichte Kreuzer und Zerstörer, für die der Achtling zu schwer war, eine Vierfach-Lafette eingeführt.
Mehrere in der Breitseite des Schiffes aufgestellte Geschütze waren in der Lage, gegen angreifende Flugzeuge dank der hohen Kadenz einen wahren Feuervorhang vor das Schiff zu legen. Die Pom-Pom-Geschütze waren Grundlage für die heute verwendeten Waffen zur Nahbereichsverteidigung, wie etwa der CIWS-Phalanx.

## Technik

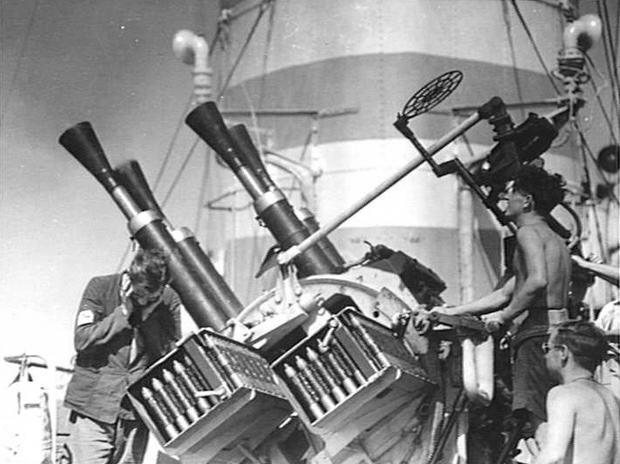
Vierfach-Lafette auf der HMAS Nizam

Das Geschütz war achtfach oder vierfach lafettiert. Innovativ zur Zeit der Entwicklung war die Verwendung von Laderahmen. Diese Erfindung der Firma Bofors wurde von der Elswick Ordnance Company (Teil des ehemaligen Armstrong Whitworth-Konzerns) übernommen. In einem Rahmen waren acht aneinandergehängte Gliedergurte zu je 14 Patronen untergebracht. Dadurch war bei kontinuierlicher Munitionszufuhr eine Feuerrate pro Rohr von etwa 115 Schuss/min – auch durch die Wasserkühlung der Läufe – gewährleistet. Grundsätzlich war das Geschütz so konstruiert, dass der Seitenrichtbereich 360° betrug. Da bei Schiffen allerdings die Aufbauten den Seitenrichtbereich beschränkten, wurde die Bodenplatte so konstruiert, dass sie diesen Bereich begrenzen konnte.
Bedingt durch die relativ geringe Kaliberlänge (L/39) wurde lediglich eine Mündungsgeschwindigkeit von 585 m/s erzielt. Damit einher ging eine maximale Reichweite von etwa 3500 m. Dieses Problem sollte 1938 durch die Einführung einer neuen Version für Patronen mit vergrößertem Treibsatz behoben werden, mit der die Mündungsgeschwindigkeit auf 700 m/s gesteigert wurde. Sie blieb aber immer noch hinter der des 40-mm-Bofors-Geschützes L/60 (810 m/s) zurück, das die Royal Navy 1941 einführte. Die Waffe blieb aber während des gesamten Krieges in Produktion, da die Bofors-Geschütze nicht in ausreichender Stückzahl hergestellt werden konnten. Problematisch war anfänglich auch das Fehlen von Leuchtspurgeschossen, die erst ab 1942 zur Verfügung standen.

## Einsatz
Jeder Lauf des achtrohrigen Geschützes wurde separat geladen. Die Geschützbedienungsmannschaft bestand aus insgesamt acht Mann, darunter einem Geschützführer und je einem Höhen- und Seitenrichtschützen. Die Geschützrohre feuerten nicht gleichzeitig, sondern zeitversetzt. Ein Richtschützenteam bediente alle acht Rohre. Es war für Zielansprache und Zielanrichten zuständig. Später konnten die Geschütze auch über Radareinrichtungen an Bord des jeweiligen Schiffes grob eingerichtet werden. Die Feineinstellung nahm wiederum der Richtschütze vor. Das Abfeuern der Geschütze erfolgte durch Betätigen einer Kurbel (controlled, variable Feuerrate) oder per Knopfdruck mit Hilfe eines Elektromotors.

## Weitere technische Daten
| Höhenrichtbereich       | −5° / +90°           |
| Mündungsgeschwindigkeit | 732 m/s              |
| Steighöhe               | 3960 m               |
| Reichweite              | 6220 m               |
| Ladedruck               | 2.440–2.600 kg / cm² |